# Papier de pierre
Papier de pierre ou papier-pierre est le nom commercial d'un substitut de papier composé d'une feuille en matière plastique, le polyéthylène haute densité, blanchie et opacifiée par une charge minérale de carbonate de calcium.

## Description
Le polyéthylène chargé de carbonate de calcium est classiquement utilisé en plasturgie. La charge facilite l'extrusion et permet d'obtenir un film capable d'absorber un peu d'humidité.
L'appellation « papier de pierre » désigne une application de ce produit comme support d'écriture, synonyme breveté par une compagnie de Taiwan de polyéthylène imprimable et de papier synthétique, vendus par de nombreux distributeurs.
Le producteur s'est efforcé d'obtenir certaines propriétés du papier de façon que la feuille puisse servir de support d'écriture, et que l'on puisse utiliser les mêmes machines pour l'impression. Le polyéthylène résistant à l'humidité, il sert surtout pour des étiquettes en milieu humide : pots et bouteilles, cartes de restaurant, marques des pêcheurs ligneurs. 

## Fabrication
La fabrication du papier synthétique consiste à mélanger une charge de carbonate de calcium en grains de 3 à 5 microns à du polyéthylène haute densité. La proportion de charges varie de 60 à 80 % en masse, soit à peu près 50 à 60 % en volume. On obtient des petites billes, ensuite fondues et co-extrudées à 160 °C avec une couche superficielle de part et d'autre du cœur puis étirée afin de structurer et renforcer le plastique pour obtenir des feuilles, que l'on enduit et recoupe en bobines prêtes à l'emploi.
L'entreprise fournit des épaisseurs de 80 à 800 microns, recouvertes d'une couche qui donne la couleur et les propriétés recherchées. Le polyéthylène fondant à relativement basse température, le « papier de pierre » ne peut servir dans les imprimantes laser et photocopieuses.
Les couches superficielles permettent d'améliorer la blancheur, grâce à l'incorporation de dioxyde de titane, et de favoriser l'adhérence des colles et des encres.

## Impact commercial
Le « papier de pierre » a conquis une petite portion du marché, principalement dans les domaines de l'emballage et de l'étiquetage, arrivant à un chiffre d'affaires de 121,5 millions de dollars en 2014 à comparer aux 48 494,2 millions de l'industrie papetière.

## Considérations environnementales
Le polyéthylène est issu de la chimie pétrolière, qui tire essentiellement sur une ressource fossile, alors que le bois extrait le carbone de l'atmosphère. Le carbonate de calcium contient un carbone fossilisé depuis encore plus longtemps, et il faut inclure dans son bilan l'énergie que consomme sa réduction en poudre. Le papier de pierre est présenté comme recyclable à l'infini, mais le polyéthylène ne se dégrade pas et le recyclage nécessite la présence d'une filière qui n'existe pour l'instant pas pour ce produit. Les résidus de papier de pierre sont susceptibles d'alimenter la masse de déchets plastiques dans l'environnement. 
Une comparaison dans le domaine de la responsabilité environnementale est difficile dans la mesure où l'extraction de la pierre a aussi un impact environnemental et que l'industrie papetière classique s'appuie sur la gestion durable des forêts, la certification du bois utilisé et une filière de recyclage qui traite une bonne partie du papier. Les arguments environnementaux utilisés pour la promotion du papier pierre sont donc contestés et ont fait l'objet d'un avis défavorable du Jury de déontologie publicitaire.
Une étude de 2016 sur l'impact du papier, du film polyéthylène et du « papier de pierre » pour l'emballage et l'étiquetage conclut qu'« on ne peut affirmer qu'un produit soit meilleur qu'un autre dans tous les aspects de l'impact sur les cycles de vie étudiés », et qu'il faut examiner chaque cas particulier.

#### Articles
- Mathilde Golla, « Armen paper, le papier breton écolo fait à base de pierre », sur LeFigaro.fr, 6 février 2018
- Charlotte Le Thiec, « Armen Paper : bientôt du papier à base de kaolin breton ! », sur Bretagne-economique.com, 23 juin 2017.
- Naomie Retailleau, « Le papier de pierre : révolution verte de l'industrie papetière ? », sur Unidivers.fr, 11 mai 2017.
- Ouest-France, « Armen paper. La « feuille de pierre » veut révolutionner l'imprimerie », sur Ouest-France.fr, 10 décembre 2017.
- (en) Martin A. Hubbe, « Paper or Plastic? Yes, but Not as a Mixture », BioResources,‎ 2016 (lire en ligne)